# Src (ген)
Src (англ. SRC proto-oncogene, non-receptor tyrosine kinase) – білок, який кодується геном SRC, розташованим у людини на довгому плечі 20-ї хромосоми. Довжина поліпептидного ланцюга білка становить 536 амінокислот, а молекулярна маса — 59 835.
| 10         |  | 20         |  | 30         |  | 40         |  | 50         |
| ---------- |  | ---------- |  | ---------- |  | ---------- |  | ---------- |
| MGSNKSKPKD |  | ASQRRRSLEP |  | AENVHGAGGG |  | AFPASQTPSK |  | PASADGHRGP |
| SAAFAPAAAE |  | PKLFGGFNSS |  | DTVTSPQRAG |  | PLAGGVTTFV |  | ALYDYESRTE |
| TDLSFKKGER |  | LQIVNNTEGD |  | WWLAHSLSTG |  | QTGYIPSNYV |  | APSDSIQAEE |
| WYFGKITRRE |  | SERLLLNAEN |  | PRGTFLVRES |  | ETTKGAYCLS |  | VSDFDNAKGL |
| NVKHYKIRKL |  | DSGGFYITSR |  | TQFNSLQQLV |  | AYYSKHADGL |  | CHRLTTVCPT |
| SKPQTQGLAK |  | DAWEIPRESL |  | RLEVKLGQGC |  | FGEVWMGTWN |  | GTTRVAIKTL |
| KPGTMSPEAF |  | LQEAQVMKKL |  | RHEKLVQLYA |  | VVSEEPIYIV |  | TEYMSKGSLL |
| DFLKGETGKY |  | LRLPQLVDMA |  | AQIASGMAYV |  | ERMNYVHRDL |  | RAANILVGEN |
| LVCKVADFGL |  | ARLIEDNEYT |  | ARQGAKFPIK |  | WTAPEAALYG |  | RFTIKSDVWS |
| FGILLTELTT |  | KGRVPYPGMV |  | NREVLDQVER |  | GYRMPCPPEC |  | PESLHDLMCQ |
| CWRKEPEERP |  | TFEYLQAFLE |  | DYFTSTEPQY |  | QPGENL     |  |            |

A: Аланін

C: Цистеїн

D: Аспарагінова кислота

E: Глутамінова кислота

F: Фенілаланін

G: Гліцин

H: Гістидин

I: Ізолейцин

K: Лізин

L: Лейцин

M: Метіонін

N: Аспарагін

P: Пролін

Q: Глутамін

R: Аргінін

S: Серин

T: Треонін

V: Валін

W: Триптофан

Кодований геном білок за функціями належить до тирозинових протеїнкіназ родини Src-протеїнкіназ.
Задіяний у таких біологічних процесах, як клітинна адгезія, імунітет, взаємодія хазяїн-вірус, клітинний цикл, альтернативний сплайсинг. 
Білок є ліпопротеїном, має сайт для зв'язування з АТФ. 
Локалізований у клітинній мембрані, цитоплазмі, цитоскелеті, ядрі, внутрішній мембрані мітохондрії.